# Aloe friisii
Aloe friisii är en grästrädsväxtart som beskrevs av Sebsebe Demissew och Michael George Gilbert. Aloe friisii ingår i släktet Aloe och familjen grästrädsväxter.
Artens utbredningsområde är Etiopien. Inga underarter finns listade i Catalogue of Life.